# Escudo de Laponia
El Escudo de Laponia (en alemán: Lapplandschild) fue una condecoración militar alemana de la Segunda Guerra Mundial otorgada al personal militar del 20.° Ejército de Montaña del general Franz Böhme, que había estado luchando en una campaña de dos frentes contra el avance de las fuerzas del Ejército Rojo y el Ejército finlandés en Laponia entre noviembre de 1944 y el fin de la guerra en mayo de 1945. Se otorgó a hombres que habían "servido honorablemente" durante seis meses en la región o habían resultado heridos durante operaciones en la misma. Fue autorizado en febrero de 1945 y fue el último escudo de campaña alemán oficialmente instituido de la guerra. Continuó siendo otorgado después del final de la guerra en mayo de 1945 por el comandante de la unidad.

## Diseño
El diseño consiste en escudo básico con la parte superior plana y la parte inferior redondeada que incorpora un águila en la parte superior pero sin la esvástica. Directamente debajo, en letras mayúsculas, está escrito "LAPPLAND" y debajo aparece un mapa de la región. Se perforaron cuatro pequeños agujeros en el escudo para permitir que se cosiera en la manga superior izquierda del uniforme, sin embargo, no tenía una placa trasera o una sección de tela del uniforme adjunta.